# Aleksiej Gubanow
Aleksiej Aleksiejewicz Gubanow (ros. Алексей Алексеевич Губанов, ur. 12 marca 1918 w Moskwie, zm. 27 lipca 1982 w Woroneżu) – radziecki lotnik wojskowy, pułkownik, Bohater Związku Radzieckiego (1943).

## Życiorys
Urodził się w rodzinie robotniczej. Skończył 7 klas szkoły średniej, później pracował w zakładach lotniczych, od 1937 służył w Armii Czerwonej. W 1938 ukończył wojskową szkołę lotniczą w Borisoglebsku, brał udział w agresji ZSRR na Polskę w 1939 i w wojnie z Finlandią. Od czerwca 1941 uczestniczył w wojnie z Niemcami, był dowódcą eskadry 13 pułku lotnictwa myśliwskiego 201 Dywizji Lotnictwa Myśliwskiego 2 Mieszanego Korpusu Lotniczego 4 Armii Powietrznej Frontu Północno-Kaukaskiego w stopniu kapitana. Brał udział m.in. w operacji praskiej w 1945. Łącznie wykonał 550 lotów bojowych i stoczył 105 walk powietrznych, w których strącił osobiście 28 i w grupie 9 samolotów wroga. W 1943 został członkiem WKP(b). Po wojnie nadal służył w siłach powietrznych, w 1951 ukończył Akademię Wojskowo-Powietrzną w Monino, w 1973 został zwolniony do rezerwy w stopniu pułkownika.

## Odznaczenia
- Złota Gwiazda Bohatera Związku Radzieckiego (24 sierpnia 1943)
- Order Lenina
- Order Czerwonego Sztandaru (dwukrotnie)
- Order Aleksandra Newskiego
- Order Wojny Ojczyźnianej I klasy
- Order Czerwonej Gwiazdy (trzykrotnie)

I medale.